# Cahors
Cahors este un oraș în sudul Franței, prefectura departamentului Lot, în regiunea Midi-Pirinei. 